# The Head and the Heart (album)
The Head and the Heart è il primo album in studio della band The Head and the Heart, uscito il 19 aprile 2011, sotto l'etichetta Sub Pop.
La canzone "Rivers and Roads" è stata usata nel finale della serie televisiva Chuck della NBC, nel 16 ° episodio della settima stagione della commedia di successo How I Met Your Mother della CBS, nel finale di stagione della quarta stagione della serie New Girl della Fox, alla fine della quattordicesima puntata della 1ª stagione del telefilm "The Good Doctor", e anche nell'undicesima puntata della 2ª stagione del telefilm "New Amsterdam".

## Tracce
Tutte le canzoni scritte da Josiah Johnson, Jon Russell, Charity Thielen, Kenny Hensley, Chris Zasche, e Tyler Williams.
1. Cats and Dogs - 1:55
2. Coeur D'Alene - 4:21
3. Ghosts - 4:18
4. Down in the Valley - 5:03
5. Rivers And Roads - 4:44
6. Honey Come Home - 3:21
7. Lost in My Mind - 4:19
8. Winter Song - 2:43
9. Sounds Like Hallelujah - 3:10
10. Heaven Go Easy on Me - 5:40

## Formazione
- Charity Rose Thielen - voce, violino, percussioni
- Josiah Johnson - voce, chitarra, percussioni
- Jonathan Russell - voce, chitarra, percussioni
- Tyler Williams - batteria
- Chris Zasche - basso
- Kenny Hensley - pianoforte

## Classifiche
| Chart (2011–12)                   | Peak position |
| --------------------------------- | ------------- |
| U.S. Billboard 200                | 109           |
| U.S. Billboard Folk Albums        | 3             |
| U.S. Billboard Rock Albums        | 23            |
| U.S. Billboard Alternative Albums | 18            |
| U.S. Billboard Independent Albums | 14            |